# Raasdorf
Raasdorf (postalisch: Raasdorf bei Wien) ist eine Gemeinde mit 725 Einwohnern (Stand 1. Jänner 2025) im Marchfeld (Bezirk Gänserndorf, Niederösterreich).

## Geografie

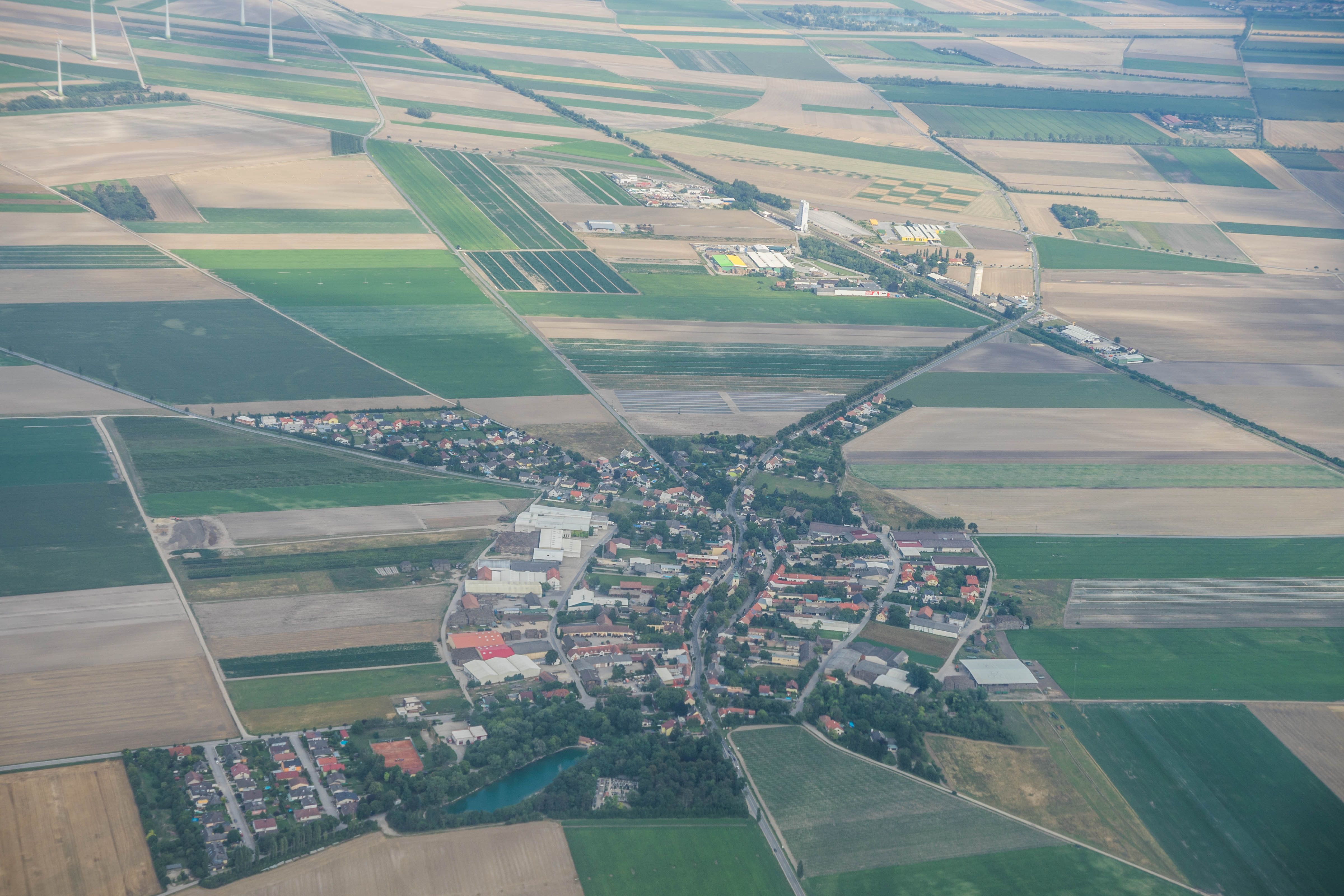
Luftbild von Raasdorf
(vor Errichtung der Eisenbahnüberführungen)

Raasdorf liegt im Weinviertel in Niederösterreich, direkt an der Grenze zur österreichischen Hauptstadt Wien. Die Fläche der Gemeinde umfasst 13,21 Quadratkilometer. Mehr als neunzig Prozent sind landwirtschaftliche Nutzfläche, etwa ein Prozent davon ist bewaldet. Raasdorf ist als Angerdorf angelegt, in dessen Mitte eine Kirche steht.

### Gemeindegliederung
Das Gemeindegebiet umfasst zwei Dörfer, die die gleichnamigen Katastralgemeinden bzw. Ortschaften bilden (Fläche Stand 31. Dezember 2023; Einwohner Stand 1. Jänner 2025):
- Pysdorf (287,21 ha, 56 Ew.)
- Raasdorf (1.033,72 ha, 669 Ew.)

### Nachbargemeinden
| Aderklaa          | Deutsch-Wagram                              | Parbasdorf |
| Donaustadt (Wien) | Kompassrose, die auf Nachbargemeinden zeigt | Großhofen  |
|                   | Groß-Enzersdorf                             |            |

## Geschichte
Erstmals urkundlich erwähnt wurde er im Jahr 1160.
Zur eigenständigen Pfarre wurde Raasdorf 1749 erhoben.
1809 war der Ort einer der Schauplätze der Schlacht bei Wagram.
Von 1938 bis 1954 gehörte Raasdorf als Teil des neu geschaffenen 22. Gemeindebezirks Groß-Enzersdorf (bisweilen: Großenzersdorf) zu Groß-Wien, danach zum Politischen Bezirk Wien-Umgebung. Seit 1. Jänner 1957 ist die Gemeinde Teil des Politischen Bezirks Gänserndorf.

### Einwohnerentwicklung
Nach dem Ergebnis der Volkszählung 2001 gab es 664 Einwohner. 1991 hatte die Gemeinde 560 Einwohner, 1981 399 und im Jahr 1971 468 Einwohner.
| Raasdorf: Einwohnerzahlen von 1869 bis 2024         | Raasdorf: Einwohnerzahlen von 1869 bis 2024 | Raasdorf: Einwohnerzahlen von 1869 bis 2024 | Raasdorf: Einwohnerzahlen von 1869 bis 2024 | Raasdorf: Einwohnerzahlen von 1869 bis 2024 |
| --------------------------------------------------- | ------------------------------------------- | ------------------------------------------- | ------------------------------------------- | ------------------------------------------- |
| Jahr                                                |                                             |                                             |                                             | Einwohner                                   |
| 1869                                                | 1869                                        |                                             | 269                                         | 269                                         |
| 1880                                                | 1880                                        |                                             | 353                                         | 353                                         |
| 1890                                                | 1890                                        |                                             | 349                                         | 349                                         |
| 1900                                                | 1900                                        |                                             | 419                                         | 419                                         |
| 1910                                                | 1910                                        |                                             | 560                                         | 560                                         |
| 1923                                                | 1923                                        |                                             | 493                                         | 493                                         |
| 1934                                                | 1934                                        |                                             | 424                                         | 424                                         |
| 1939                                                | 1939                                        |                                             | 720                                         | 720                                         |
| 1951                                                | 1951                                        |                                             | 651                                         | 651                                         |
| 1961                                                | 1961                                        |                                             | 408                                         | 408                                         |
| 1971                                                | 1971                                        |                                             | 468                                         | 468                                         |
| 1981                                                | 1981                                        |                                             | 399                                         | 399                                         |
| 1991                                                | 1991                                        |                                             | 560                                         | 560                                         |
| 2001                                                | 2001                                        |                                             | 664                                         | 664                                         |
| 2011                                                | 2011                                        |                                             | 669                                         | 669                                         |
| 2021                                                | 2021                                        |                                             | 669                                         | 669                                         |
| 2024                                                | 2024                                        |                                             | 719                                         | 719                                         |
| Quelle(n): Statistik Austria, Gebietsstand 1.1.2021 |                                             |                                             |                                             |                                             |

## Kultur und Sehenswürdigkeiten

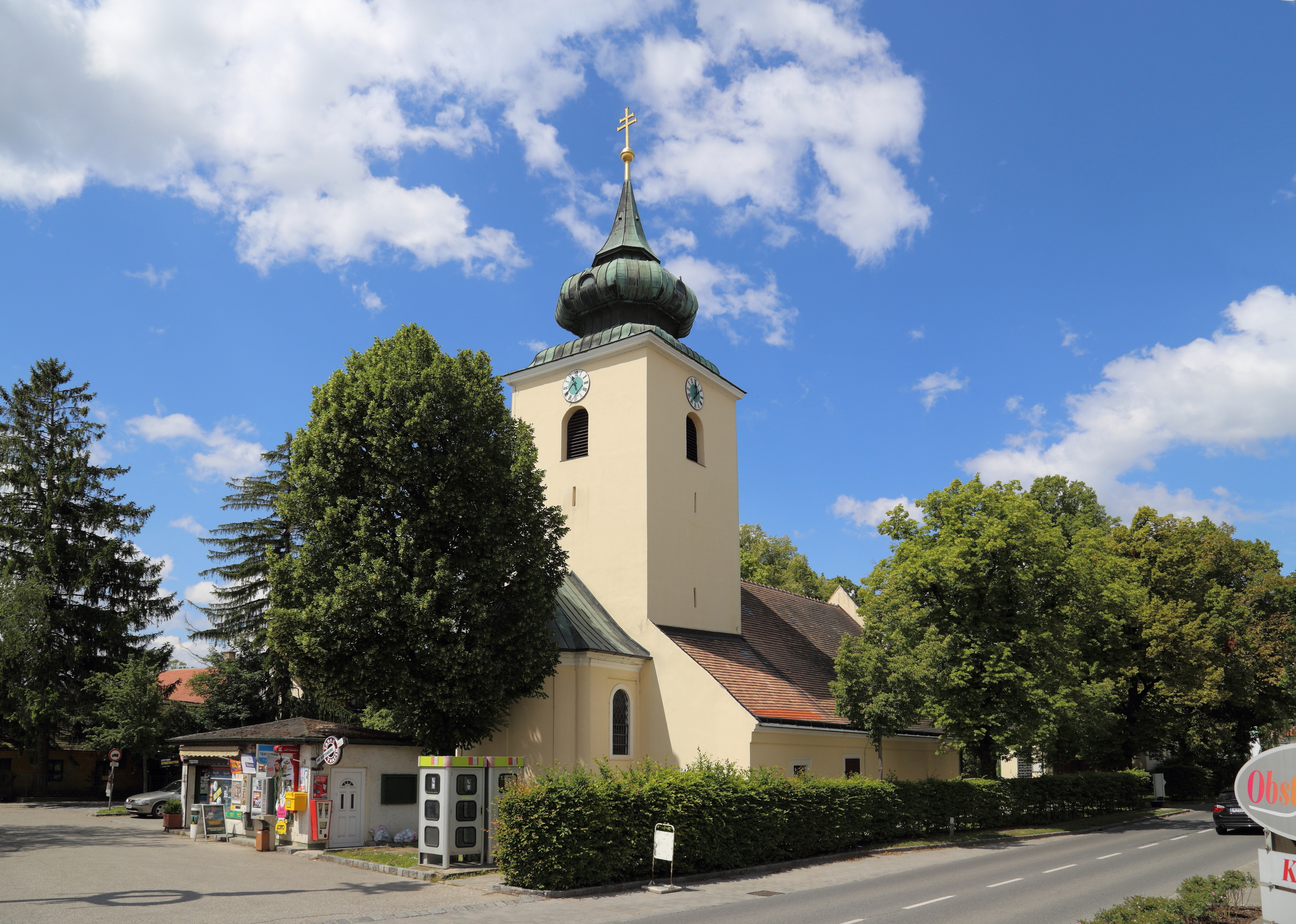
Pfarrkirche Raasdorf

- Katholische Pfarrkirche Raasdorf hl. Maria Magdalena: An den romanischen Kern schließt ein barockes Langhaus an. Der Kirchturm im Osten wird von einer Haube aus dem Biedermeier abgeschlossen. Der barocke Chor wurde 1736 fertiggestellt. Die Sakristei im Norden ist gotisch, jene im Süden barock. Im Chor der Kirche befindet sich ein klassizistischer Altar.

## Wirtschaft und Infrastruktur

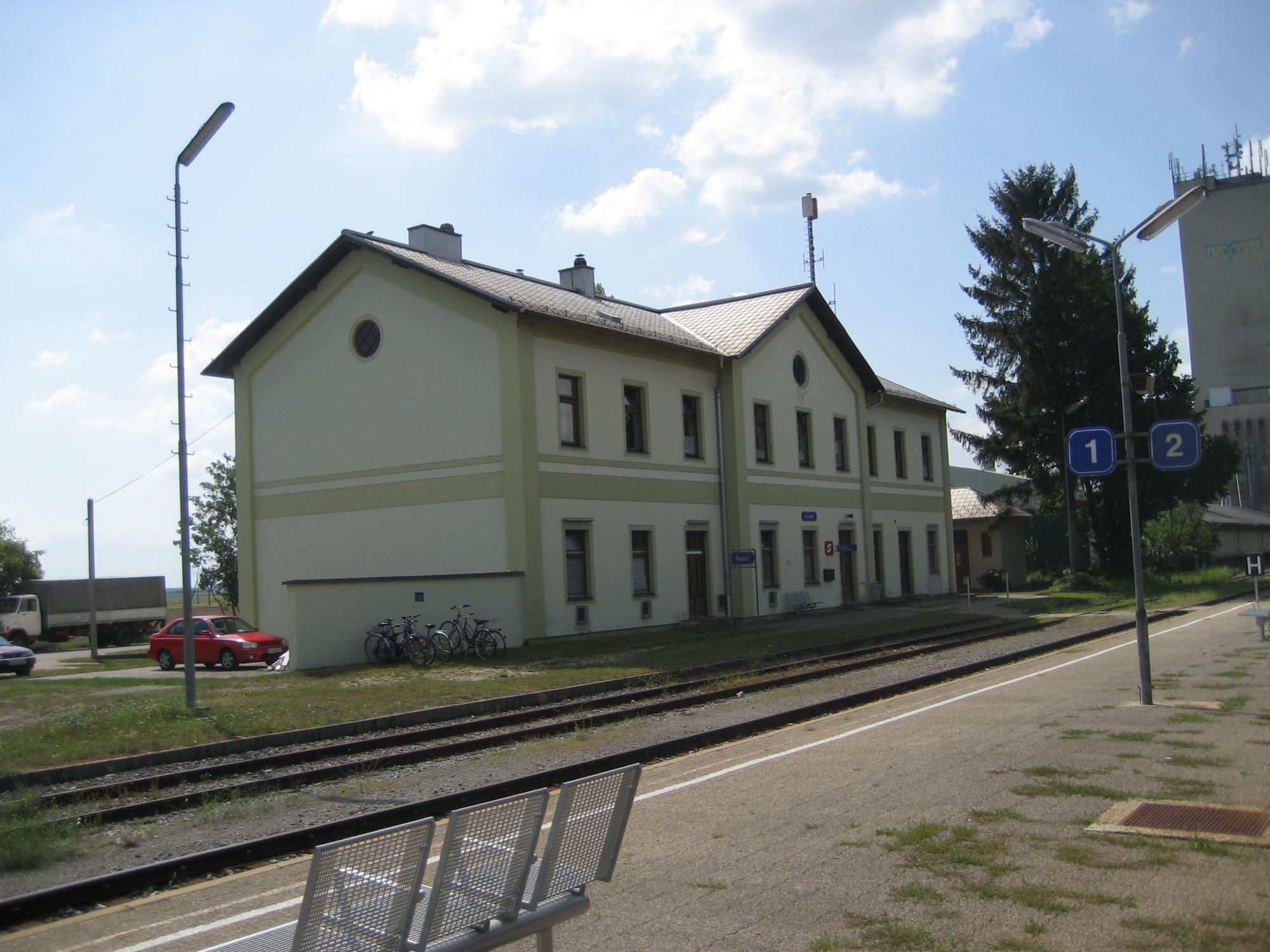
Bahnhof Raasdorf vor dem Umbau

### Wirtschaftssektoren
In den Jahren 1999 bis 2010 nahm die Anzahl der landwirtschaftlichen Betriebe von 17 auf 18 zu, die Zahl der Beschäftigten sank jedoch um mehr als die Hälfte. Im Produktionssektor arbeiteten 34 Erwerbstätige in der Bauwirtschaft und 22 im Bereich Herstellung von Waren. Die wichtigsten Arbeitgeber im Dienstleistungssektor waren die Bereiche Handel (94) und freiberufliche Dienstleistungen (42 Mitarbeiter).
| Wirtschaftssektor            | Anzahl Betriebe | Anzahl Betriebe | Erwerbstätige | Erwerbstätige |
| Wirtschaftssektor            | 2011            | 2001            | 2011          | 2001          |
| ---------------------------- | --------------- | --------------- | ------------- | ------------- |
| Land- und Forstwirtschaft 1) | 18              | 17              | 86            | 192           |
| Produktion                   | 12              | 6               | 56            | 46            |
| Dienstleistung               | 47              | 26              | 185           | 148           |

1) Betriebe mit Fläche in den Jahren 2010 und 1999

### Arbeitsmarkt, Pendeln
Im Jahr 2011 lebten 327 Erwerbstätige in Raasdorf. Davon arbeiteten 122 in der Gemeinde, 205 pendelten aus. Ebenso viele kamen von den umliegenden Gemeinden zur Arbeit nach Raasdorf.

### Verkehr
- Bahn: Raasdorf liegt an der Marchegger Ostbahn, am Bahnhof Raasdorf halten stündlich Regionalzüge in Richtung Wien und Marchegg.

## Politik

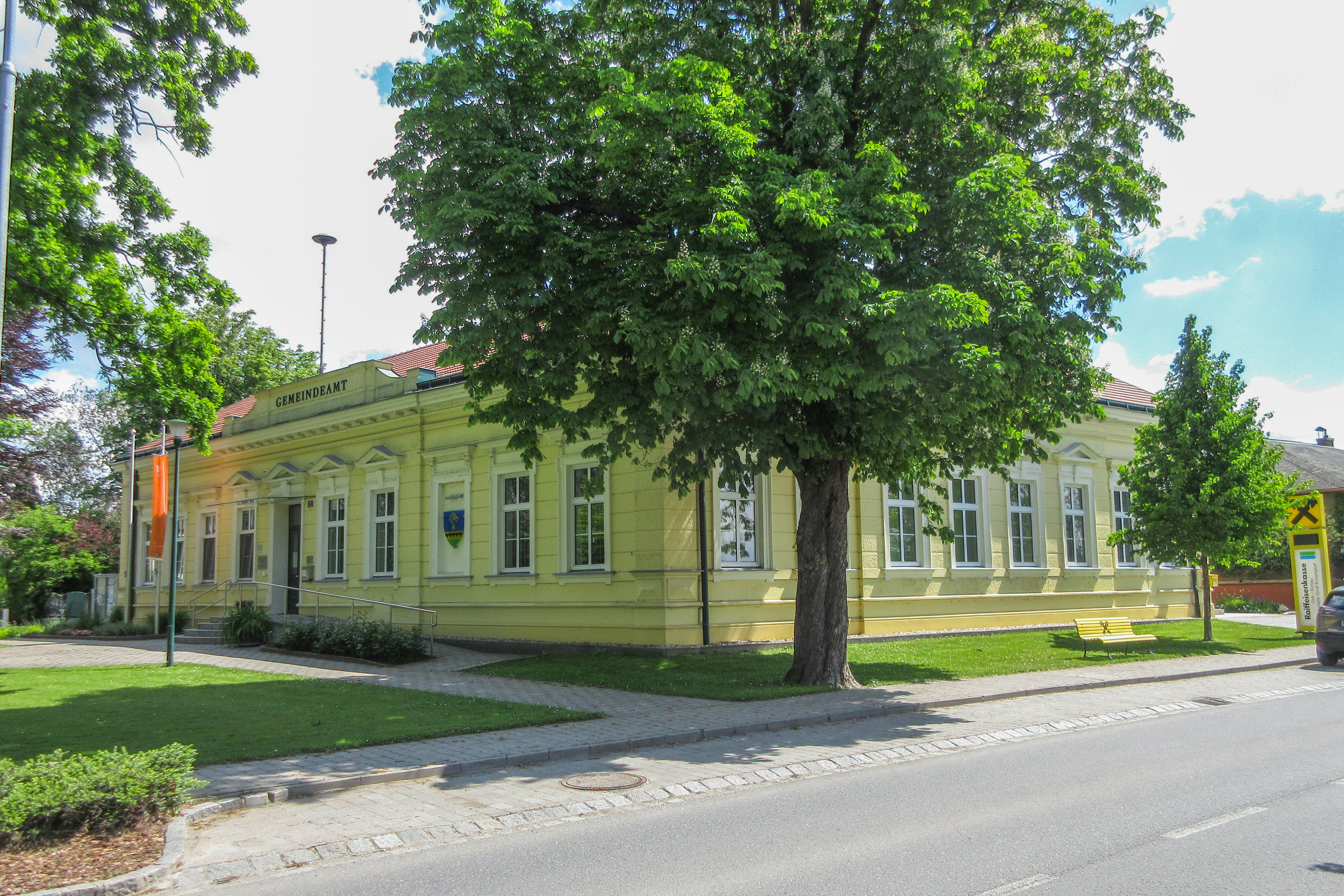
Raasdorf Gemeindeamt

### Gemeinderat
Der Gemeinderat hat 15 Mitglieder.
- Nach den Gemeinderatswahlen in Niederösterreich 1990 hatte der Gemeinderat folgende Verteilung: 10 ÖVP und 5 SPÖ.
- Nach den Gemeinderatswahlen in Niederösterreich 1995 hatte der Gemeinderat folgende Verteilung: 10 ÖVP, 4 SPÖ und 1 FPÖ.[9]
- Nach den Gemeinderatswahlen in Niederösterreich 2000 hatte der Gemeinderat folgende Verteilung: 10 ÖVP und 5 SPÖ.[10]
- Nach den Gemeinderatswahlen in Niederösterreich 2005 hatte der Gemeinderat folgende Verteilung: 10 ÖVP und 5 SPÖ.[11]
- Nach den Gemeinderatswahlen in Niederösterreich 2010 hatte der Gemeinderat folgende Verteilung: 11 ÖVP und 4 SPÖ.[12]
- Nach den Gemeinderatswahlen in Niederösterreich 2015 hatte der Gemeinderat folgende Verteilung: 11 ÖVP und 4 SPÖ.[13]
- Nach den Gemeinderatswahlen in Niederösterreich 2020 hatte der Gemeinderat folgende Verteilung: 12 ÖVP und 3 SPÖ.[14]
- Nach den Gemeinderatswahlen in Niederösterreich 2025 hat der Gemeinderat folgende Verteilung: 11 ÖVP und 4 SPÖ.[15]

### Bürgermeister
- 1955–1958 Leopold Theuringer (ÖVP)
- 1965–2000 Wilhelm Pohler (ÖVP)
- 2000–2023 Walter Krutis (ÖVP)
- seit 2023 Lukas Zehetbauer (ÖVP)[16]

### Wappen
Das Gemeindewappen wurde 2017 verliehen.

## Persönlichkeiten
- Leopold Theuringer (1894–1969), Landwirt, Politiker und Abgeordneter zum Landtag von Niederösterreich